# Исакова, Руфина Афанасьевна
Руфина Афанасьевна Исакова (23 июня 1924, Сарканд, Туркестанская АССР, СССР — 2016, Казахстан) — советский и казахстанский учёный, доктор технических наук (1971), профессор (1971), академик Национальной академии наук Казахстана (НАН РК) (2003), заслуженный деятель науки КазССР (1977).

## Биография
Родилась в Сарканде (ныне — Алматинская область, Казахстан).
В 1947 году окончила Казахский горно-металлургический институт (ныне КазНТУ им. К.Сатпаева).
В 1947—1991 годах лаборант, научный сотрудник, заведующий лабораторией Института металлургии и обогащения АН Казахстана; с 1991 главный научный консультант в этом же институте.
Умерла в 2016 году.

## Научная деятельность
Основные научные труды в области вакуумной металлургии цветных металлов. Разработала высокоэффективные технологии комплексной переработки полиметаллического сырья, применявшиеся на металлургических заводах Шымкента, Усть-Каменогорска. Награждена орденом «Знак Почёта».
Некоторые труды:
- Давление пара сульфидов цветных металлов [Текст] / Акад. наук КазССР. Ин-т металлургии и обогащения. — Алма-Ата: Изд-во Акад. наук Каз. ССР, 1963. — 130 с.
- Давление пара и диссоциация сульфидов металлов [Текст] / АН Каз. ССР. Ин-т металлургии и обогащения. — Алма-Ата: Наука, 1968. — 230 с.
- Применение масс-спектрометрии и ЭВМ в термодинамических исследованиях сульфидов / С. М. Кожахметов, В. А. Спицын, Р. А. Исакова. — Алма-Ата: Наука, 1983. — 207 с.
- Рафинирование селена [Текст] / Р. А. Исакова, А. А. Резняков, М. М. Спивак; АН КазССР, Ин-т металлургии и обогащения. — Алма-Ата: Наука, 1975. — 107 с., 1 л. табл.
- Основы вакуумной пироселекции полиметаллического сырья [Текст] / Р. А. Исакова, В. Н. Нестеров, Л. С. Челохсаев; АН КазССР. Ин-т металлургии и обогащения. — Алма-Ата: Наука, 1973. — 255 с.
- Термическая диссоциация сульфидов металлов [Текст] / А. В. Ванюков, Р. А. Исакова, В. П. Быстров. — Алма-Ата: Наука, 1978. — 272 с.

Некоторые патенты:
- Способ переработки золото-мышьякового концентрата. № патента: 20559. Опубликовано: 15.12.2008. Авторы: Храпунов В. Е., Шендяпин А. С., Исакова Р. А., Жумабекова Н. Н., Абрамов А. С., Колчанов М. Л., Требухов С. А.
- Способ переработки мышьяксодержащих полиметаллических концентратов. № патента: 19926. Опубликовано: 15.08.2008. Авторы: Храпунов В. Е., Требухов С. А., Абрамов А. С., Шендяпин А. С., Жумабекова Н. Н., Исакова Р. А.
- Способ извлечения ртути из ртутьсодержащих материалов. № патента: 13681. Опубликовано: 14.07.2006. Авторы: Исакова Р. А., Требухов С. А., Кенжалиев Б. К., Володин В. Н., Марки И. А., Храпунов В. Е., Садвакасов Д. А.
- Способ получения модифицированного шунгита. № патента: 13791. Опубликовано: 15.06.2006. Авторы: Исакова Р. А., Храпунов В. Е., Володин В. Н.
- Аппарат для вакуумтермической переработки сыпучих материалов. № патента: 13257. Опубликовано: 15.05.2006. Авторы: Исакова Р. А., Марки И. А., Требухов С. А., Храпунов В. Е., Челохсаев Л. С., Абрамов А. С., Садвакасов Д. А., Кенжалиев Б. К., Володин В. Н., Молдабаев М.
- Способ рафинирования чернового кадмия. № патента: 11414. Опубликовано: 14.04.2006. Авторы: Исакова Р. А., Кенжалиев Б. К., Храпунов В. Е., Володин В. Н.
- Вакуумный дистилляционный аппарат для рафинирования серебристого свинца. № предварит. патента: 16976. Опубликовано: 15.02.2006. Авторы: Кенжалиев Б. К., Шендяпин А. С., Исакова Р. А., Храпунов В. Е.
- Способ очистки мышьяксодержащих технологических газов от тонкодисперсной пыли. № патента: 11800. Опубликовано: 15.02.2006. Авторы: Храпунов В. Е., Исакова Р. А.
- Способ получения сплавов кадмия с металлами 1 В-группы периодической системы. № предварит. патента: 16846. Опубликовано: 16.01.2006. Авторы: Исакова Р. А., Кенжалиев Б. К., Володин В. Н., Храпунов В. Е., Молдабаев М.
- Способ удаления ртути из грунта и/или техногенных материалов. № патента: 12264. Опубликовано: 14.10.2005. Авторы: Володин В. Н., Молдабаев М., Храпунов В. Е., Абрамов А. С., Требухов С. А., Челохсаев Л. С., Исакова Р. А., Кенжалиев Б. К., Садвакасов Д. А.
- Аппарат для переработки сыпучих материалов. № патента: 12209. Опубликовано: 14.10.2005. Авторы: Челохсаев Л. С., Садвакасов Д. А., Володин В. Н., Храпунов В. Е., Молдабаев М., Исакова Р. А., Требухов С. А.
- Способ рафинирования легколетучих химических элементов вакуумной дистилляцией и аппарат для его осуществления. № патента: 12098. Опубликовано: 14.10.2005. Авторы: Кенжалиев Б. К., Требухов С. А., Челохсаев Л. С., Храпунов В. Е., Исакова Р. А., Садвакасов Д. А., Володин В. Н.
- Способ и устройство для извлечения ртути из высоковлажных ртутьсодержащих материалов. № патента: 10791. Опубликовано: 14.10.2005. Авторы: Акимжанов Ж. А., Челохсаев Л. С., Исакова Р. А., Храпунов В. Е., Требухов С. А., Володин В. Н.
- Способ и вакуумная печь для переработки промпродуктов, содержащих легкоплавкие компоненты. № патента: 12003. Опубликовано: 15.12.2004. Авторы: Исакова Р. А., Молдабаев М., Кенжалиев Б. К., Володин В. Н., Храпунов В. Е., Садвакасов Д. А., Требухов С. А.
- Вакуумный дистилляционный аппарат для переработки сплава Доре. № предварит. патента: 14816. Опубликовано: 15.09.2004. Авторы: Исакова Р. А., Храпунов В. Е., Шендяпин А. С., Володин В. Н., Кенжалиев Б. К.
- Способ переработки сплава Доре. № предварит. патента: 13160. Опубликовано: 16.06.2003. Авторы: Володин В. Н., Кенжалиев Б. К., Храпунов В. Е., Исакова Р. А., Шендяпин А. С.
- Способ переработки промпродуктов на основе летучих металлов дистилляцией. № предварит.патента: 12428. Опубликовано: 17.12.2002. Авторы: Сухарников Ю. И., Храпунов В. Е., Левинтов Б. Л., Володин В. Н., Исакова Р. А.
- Вакуумный аппарат для дистилляционного рафинирования серебристого свинца. № предварит.патента: 11736. Опубликовано: 15.07.2002. Авторы: Исакова Р. А., Храпунов В. Е., Шендяпин А. С., Кенжалиев Б. К.
- Способ получения сульфидов металлов из руд и концентратов. № предварит. патента: 11030. Опубликовано: 14.12.2001. Авторы: Исакова Р. А., Храпунов В. Е., Требухов С. А., Шендяпин А. С., Садвакасов Д. А.
- Способ вакуумной конденсации паров сульфидов мышьяка. № предварит. патента: 10559. Опубликовано: 15.08.2001. Авторы: Исакова Р. А., Храпунов В. Е., Челохсаев Л. С.